# Paralamprops mawsoni
Paralamprops mawsoni är en kräftdjursart som först beskrevs av Hale 1937.  Paralamprops mawsoni ingår i släktet Paralamprops och familjen Lampropidae. Inga underarter finns listade i Catalogue of Life.